# クサル・スギール
クサル・スギール （アラビア語: القصر الصغير 、 al-Qasr as-Seghir アル・カサル・アッ・サギール）は、モロッコ北西部、ジュバラ地域の地中海沿岸にある小さな町で、 タンジールとセウタ間に位置し、同名の川の右岸にある。この町には他にも多くの名前や綴りがある（後述）。 
行政上の所属はタンジェ＝テトゥアン＝アル・ホセイマ地方のファフス＝アンジュラ州である。2004年の国勢調査では人口10,995人だった。   
街は円形で、中世のモロッコの町では珍しいデザインである。レンガと切石積みから構築され、半円形の石積みの塔が隣接している。 
壁には3つの記念碑的な門があり、それぞれ四角い側面の塔が並んでいる。 Bābal-Bahr（海の門）には、防御のためにL字型の入り口がある。 これらの門は、通信と貿易の両方に使われ、通行税を課していた。 

## 町の名称
モロッコ・アラビア語では「小さな城」を意味し、 l-Qṣərṣ-ṢġirまたはKsar Sghirと表記される。「小さな」とは、さらに南にあるクサール・エル・ケビール（「大きな城」の意）と区別するためのものである。  
スペイン語の名としては、これを翻訳したCastillejoが使われたが、現在ではAlcázar SeguirまたはAlcázarseguirと訳される。  
ポルトガル語でこれに相当するのはアルカサル・セグル（Alcácer-Ceguer）である。  
かつてのムラービト朝とムワッヒド朝では、軍がモロッコからイベリア半島に向かう途中の重要な乗船港だったため、Qasr al-Majaz、Ksar al-Majar、またはKsar al-Djawaz（「途中の城」の意）と呼ばれていた。  
イスラム教徒によるこの砦の他の名称は、11世紀の地理学者アブー・ウバイド・バクリーによるal-Qasr al-Awwal （ 『第一の城』）と13世紀の歴史家アブデルワヒッド・アル・マラカスヒ（Abdelwahid al-Marrakushi）によるKsar Masmuda （『マスムーダ城』）があり、後者は地元のベルベル人の部族のマスムーダに由来する。
古代の名は、リッサおよびエキシリッサ（ギリシャ語: Ἐξίλισσα ）で、これは、エドワード・リピンスキー の推測では、フェニキア人の居留地の名であるḤiqまたはḤeq-še-Elišša （『ディードー湾』の意）が生き残ったことを示す。ただし、プリニウスとリピンスキーが示す古代の居留地はさらに東に位置しており、ベンスに近い。 中世ギリシア語の名前はExilýssa （ Εξιλύσσα ）である。 

## 地理

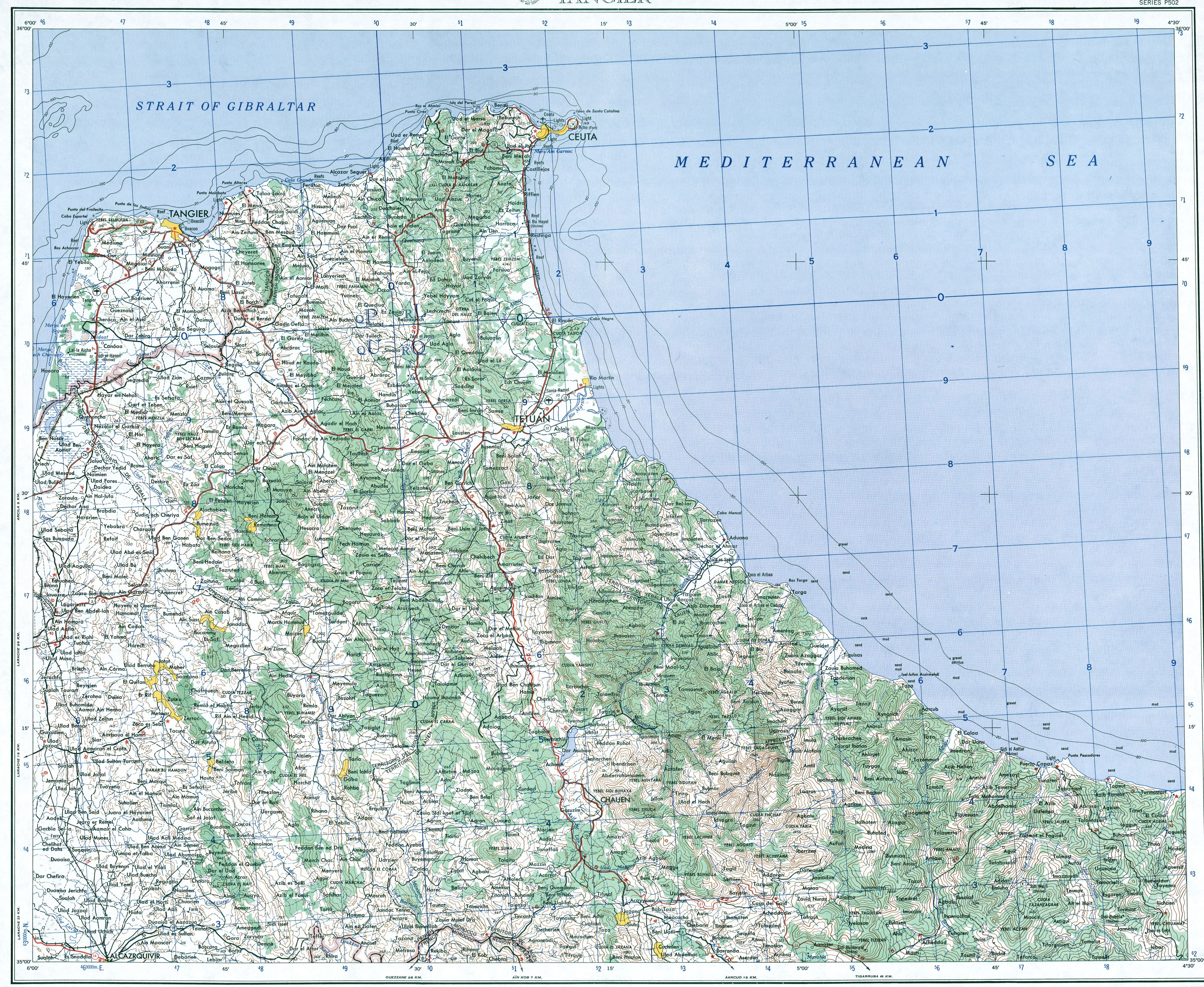
クサール・スギール周辺の地形図（1954年の地図）

クサル・スギールは、 タンジェとセウタの中間にあるジブラルタル海峡に位置する。 クサル・スギールは、海や陸からのアクセスが比較的困難な海岸沿いの湾に位置し、北モロッコの他の港に匹敵するほどの規模に成長したことはない。 
しかし、アクセスの困難さは、軍事行動では敵がやってくるのも容易ではないというメリットともなる。敵による妨害の危険がほとんどないことで、海上輸送される軍にとっては、安全で秩序だった乗船および上陸ができる場所だった。 

## 歴史
エクシリッサは恐らくフェニキア人の植民地として建設され、古代カルタゴによって引き継がれたが、ポエニ戦争後にローマ支配下に置かれた。 ローマの下では、それは塩漬けされた土地だった。5世紀にはヴァンダル王国に侵略され、6世紀にはビザンチン帝国に征服された。マスムーダ城は、西暦708年-709年にウマイヤ朝がこの地域を征服した後に建設された。 971年、アンダルスの後ウマイヤ朝は、砦の建設を企てた。そこを足がかりに、イドリース朝を征服しようとした。ムラービト朝とムワッヒド朝時代には、主要な造船所として使用されていた。 
1287年、 マリーン朝のスルタンのアブー・ヤアクーブ・ユースフは、円形の町の周りに29の堡塁と3つの記念碑的な門（バブアルバール、バブセブタ、バブフェス）を備えた新しい厚い城壁を建てた。しかし、マリーン朝によるイベリア半島への渡海遠征が終わったため、拠点としての使用は減少した。15世紀には悪名高いバルバリア海賊の根城となり、ジブラルタル海峡を通る船を獲物にしていた。   
1458年、 ポルトガル王アフォンソ5世率いる25,000名の兵と200隻の船からなるポルトガルの遠征軍が、10月23日から24日の2日間の戦闘の後、町を占領した
当時のマリーン朝のスルタンアブド・アル＝ハック2世はただちに奪回を試み、1458年後半に攻囲を行い、1459年の夏に再び攻囲した。しかし町は続く1世紀のほとんどの間、ポルトガルの手に残り、アルカサル・セグルの名で知られるようになった。1502年に、ポルトガルは町の壁を海にまで延長する新しい一連の築城工事を開始し、それによってアフリカに向かうポルトガル遠征軍の上陸地として防備を固めた。ポルトガル支配下の町の居住人口は約800人に達した。     
モロッコの土地は、支配し続けるには費用がかかり過ぎることに気づいたポルトガル王ジョアン3世は、1533年にそれを放棄することを決定した。が、クサル・スギールの最終的な放棄は1549年まで遅れた。その後、モロッコによって占領されたが、放棄前にポルトガルは、住民を避難させ、要塞や町の多くを解体し、さらに港には瓦礫と砂を捨て、すぐには利用できないようにしていた。  
1609年のスペインで行われたモリスコ追放では、クサル・スギールはモリスコたちの目的地になった。        
中継港としての役割を失ったクサル・スギールは、その規模と重要性が失われ、古いモロッコの城とポルトガルの砦の遺跡の残る、あまり重要でない漁業の町になった。その後、川の右岸、古い城塞の向かい側に、より近代的な町が生まれた。    
クサル・スギールは21世紀に再出発することになった。王立モロッコ海軍の新しい海軍基地の建設が予定されていた（2008年に建設開始、2010年に運用開始）。2007年、新しい商業貨物港であるタンジェMED港が、クサル・スギールの北東約12キロの地点に建設され始めた。